# Thomas Radclyffe

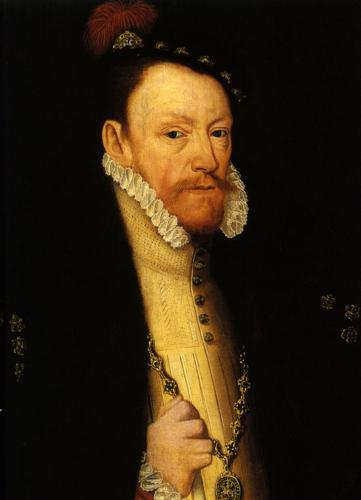
Thomas Radclyffe, Earl of Sussex, c. 1560-65.

Thomas Radclyffe, (o Ratclyffe) III conde de Sussex (c. 1525 - 9 de junio de 1583), ocupó el cargo de Señor Teniente de Irlanda durante la época Tudor de Inglaterra, y fue un importante cortesano durante el reinado de Isabel I.

## Familia
Hijo mayor de Henry Radclyffe, II conde de Sussex y de su primera esposa Elizabeth Howard, sus abuelos maternos eran Thomas Howard, II duque de Norfolk y su segunda esposa Agnes Tilney.
Sus tíos maternos eran (entre otros) Thomas Howard, III duque de Norfolk, Lord Edmund Howard (padre de la reina Catherine Howard), el almirante Edward Howard, William Howard, I barón Howard de Effingham y Lord Thomas Howard. Su tía, Isabel Bolena, era la madre de Ana Bolena.

## Juventud y primeros años
Thomas Radclyffe nació en torno a 1525 y, ya después de suceder a su padre en el título de conde en 1542 fue nombrado Vizconde Fitzwalter. Tras servir en el ejército inglés en el extranjero, fue encargado de negociar el matrimonio entre Eduardo VI de Inglaterra y una de las hijas de Enrique II de Francia en 1551. La influencia alcanzada por Radclyffe puede apreciarse en el hecho de que fue uno de los firmantes de la patente real de 16 de junio de 1553 por la que se confirmaba a Lady Jane Grey como sucesora de Eduardo; además, contó con el favor de la reina María, que usó de sus servicios para concertar su matrimonio con Felipe II de España, y que le nombró Baron Fitzwalter en agosto de 1553.

## Sussex en Irlanda
Tras cumplir una misión en la corte de Carlos I de España en abril de 1556, Sussex regresa a Inglaterra, donde es nombrado Lord Diputado de Irlanda. La anarquía reinante en Irlanda, un país sujeto nominalmente a la Corona inglesa, debido a las continuas guerras en las que se implicaban los jefes gaélicos nativos y los ingleses viejos descendientes de los primeros colonizadores normandos colocaban a Sussex en una complicada posición; la dificultad se veía incrementada por la completa ignorancia de los gobernantes ingleses con respecto a Irlanda y a las condiciones de los irlandeses, lo que hacía casi imposible el diseño de un sistema político que consiguiera poner la isla bajo una administración coherente.
Las medidas aprobadas bajo el gobierno de Radclyffe comprendían la anulación de los intentos parciales emprendidos durante el corto reinado de Eduardo VI de promover el protestantismo en Irlanda y la "plantación" de colonos británicos en el territorio de los actuales condados de Offaly y Leix. Pero antes de que Sussex pudiera emprender estas reformas, se vio obligado a emprender una expedición al Ulster con el propósito de pacificar la zona, ya que la zona se había transformado en un avispero con los MacDonnell de Antrim encabezados por Sorley Boy MacDonnell, que trataban de consolidar su dominio en la zona de Glynnes y los irlandeses del clan O'Neill encabezados por Shane O'Neill que buscaban expandir sus dominios.
Tras derrotar a O'Neill y a los MacDonnells, el lord diputado, conde de Essex desde 1557 tras el fallecimiento de su padre, regresó a Dublín, donde convocó un parlamento en el mes de junio de ese mismo año. Allí se procedió a la aprobación de estatutos declarando a María I de Inglaterra como reina legítima, además de promulgarse nuevas leyes contra la herejía, la inmigración de escoceses y la protección por la corona de los territorios más tarde conocidos como condados del Rey y de la Reina, en homenaje a Maria I y a su esposo Felipe II. Tras la celebración del parlamento, Sussex se dispuso a aplicar las medidas aprobadas. En primer lugar, trató de derrotar y someter a Donough O'Conor, lo que no consiguió, tras lo que se desplazó nuevamente al Ulster, donde saqueó Tyrone, territorio de Shane O'Neill y devolvió al poder al legítimo titular Conn O'Neill y a su hijo Matthew O'Neill, baron de Dungannon. En junio del año siguiente, Sussex se centró en el oeste, donde el jefe de los O'Briens había expulsado a su sobrino Conor O'Brien, conde de Thomond de sus posesiones y se negaba a jurar lealtad a la corona; consiguió entrar en Limerick, restauró a Conor en sus tierras y proclamó un traidor al jefe de O'Brien. En otoño reinició su campaña de Antrim debido a los continuos ataques de los escoceses. Devastó Kintyre y las Hébridas del sur, así como todos los asentamientos escoceses de Antrim, tras lo que regresó a Dublín
A su regreso a la capital, recibió la noticia de la muerte de la reina. Se dirigió entonces a Inglaterra, donde asistió a la coronación de Isabel I en enero de 1559. En julio regresó nuevamente a Irlanda, ahora con el cargo de Lord Teniente, con instrucciones de la reina de llegar a acuerdos con los principales grupos rebeldes, los O'Neill y los MacDonnell. Shane O'Neill, que era prácticamente el amo del Ulster, se negó a entrevistarse con Sussex sin que se tomasen medidas de seguridad apropiadas, y formuló peticiones que la reina Isabel se vio obligada a denegar. Pese a sus intentos (entre los que encontramos operaciones militares, negociaciones e incluso un intento de asesinato) Radclyffe fue incapaz de someter al caudillo irlandés
Mientras buscaba nuevas vías para conseguir solucionar el asunto de O'Neill, fue sustituido en su misión por Gerald FitzGerald, XI conde de Kildare, que fue comisionado por Isabel I para iniciar negociaciones con el rebelde. Como resultado, Shane accedió a viajar a Londres y presentar sus respetos a Isabel I, jurando lealtad a la corona. Sin embargo, a su regreso a Irlanda, Shane continuó haciendo su voluntad, y se hizo necesario adoptar medidas más enérgicas.
Tras recibir la autorización real, Radclyffe dirigió una campaña contra O'Neill en el verano de 1563 utilizando Armagh como cuartel general; pero salvo por alguna escaramuza intrascendente y el robo de ganado de los irlandeses, los resultados fueron muy pobres, y O'Neill continuó siendo el amo y señor del Ulster. Ante sus continuos reveses, Sussex solicitó su retirada de Irlanda, lo que le fue concedido en mayo de 1564. Pese a no conseguir derrotar a Shane O'Neill, no se puede decir que el gobierno de Sussex hubiera fracasado.

## Sussex el político
Thomas Radclyffe fue el primer representante de la Corona inglesa que logró disfrutar de autoridad más allá de los límites de la Empalizada; llevó a cabo con cierto éxito la primera plantación colonos ingleses en Offaly y Leix en el año 1562 y, aunque fracasó en su intento de controlar toda la isla, hizo sentir su influencia en zonas como Thomond y Antrim, que habían vivido hasta entonces ajenas a cualquier tipo de autoridad inglesa. Sus cartas desde Irlanda nos muestran una visión clara de los problemas planteados y de las soluciones a adoptar, y se puede decir que su fracaso se debió más a la falta de medios y miopía del gobierno inglés que a una percepción errónea de la realidad irlandesa.

## Sussex el cortesano
A su regreso a Inglaterra, Sussex, que tuvo que padecer la humillación de someterse a una auditoría de su administración, se alineó en la oposición a Robert Dudley, conde de Leicester, del que se decía podía contraer matrimonio con la reina. Pese a todo, siguió disfrutando del favor real, y le encontramos nuevamente en 1566 implicado en las negociaciones para concertar matrimonio entre Isabel y el archiduque Carlos. Al término de las negociaciones, Sussex regresó de Viena en 1568. En julio de ese año fue nombrado Lord Presidente del Norte, donde tuvo que  hacer frente a la rebelión de los condes de Northumberland y Westmorland al año siguiente. La debilidad de su posición, con un ejército escaso le llevó a llegar a acuerdos con los rebeldes, lo que hizo aparecer sospechas sobre su lealtad, que se incrementaron al año siguiente al aconsejar moderación a la reina. Pero en 1570 devastó la frontera norte, invadió Escocia y asoló el territorio alrededor de Dumfries, reduciendo a los líderes a la sumisión. En julio de 1572, Sussex fue nombrado Lord Chambelán, cargo desde el que aconsejaría a la Reina Isabel hasta su muerte.

## Matrimonio y descendencia
Thomas Radclyffe se casó en dos ocasiones: la primera con Elizabeth, hija de Thomas Wriothesley, I conde de Southampton y la segunda con Frances Sidney, condesa de Sussex, hija de sir William Sidney de Penshurst. Su segunda esposa fue la fundadora del Sidney Sussex College, de Cambridge, que dotó en su testamento y que lleva los nombres de su padre y de su esposo.
No tuvo descendencia de ninguno de sus matrimonios y sus títulos pasaron a su hermano Henry Radclyffe.